# Bojantsi
Bojantsi of Boyantsi (Bulgaars: Боянци) is een dorp in Bulgarije. Het dorp is gelegen in de gemeente Asenovgrad, oblast Plovdiv. Het dorp ligt hemelsbreed ongeveer 7 km van de stad Asenovgrad, 19 km ten zuidoosten van Plovdiv en 151 km ten zuidoosten van de hoofdstad Sofia. 

## Bevolking
Op 31 december 2020 telde het dorp Bojantsi 1.569 inwoners, een lichte stijging ten opzichte van 1.501 inwoners in 2011 en 1.374 inwoners in 2001. Het is een van de weinige plaatsen in de regio met een positieve bevolkingsgroei.
|  |

Ongeveer driekwart van de bevolking bestond in 2011 uit etnische Bulgaren (1.002 van de 1.348 ondervraagden). De grootste minderheid vormden de 334 Roma, oftewel 24,8% van de bevolking.
| Etnische samenstelling van de respondenten (2011) | Etnische samenstelling van de respondenten (2011) | Etnische samenstelling van de respondenten (2011) | Etnische samenstelling van de respondenten (2011) | Etnische samenstelling van de respondenten (2011) |
| ------------------------------------------------- | ------------------------------------------------- | ------------------------------------------------- | ------------------------------------------------- | ------------------------------------------------- |
|                                                   |                                                   |                                                   |                                                   |                                                   |
| Bulgaren                                          | Bulgaren                                          |                                                   | 74,3%                                             | 74,3%                                             |
| Turken                                            | Turken                                            |                                                   | 0,7%                                              | 0,7%                                              |
| Roma                                              | Roma                                              |                                                   | 24,8%                                             | 24,8%                                             |
| Anders/onbekend                                   | Anders/onbekend                                   |                                                   | 0,2%                                              | 0,2%                                              |

Asenovgrad · Batsjkovo · Bor · Bojantsi · Gornoslav · Dobrostan · Dolnoslav · Izbeglii · Izvorovo · Konoesj · Kosovo · Kozanovo · Lenovo · Ljaskovo · Mostovo · Moeldava · Naretsjenski Bani · Novakovo · Novi Izvor · Oresjets · Patriarch Evtimovo · Sini Vrach · Stoevo · Topolovo · Tri Mogoli · Oezoenovo · Tsjerven · Vrata · Zjalt Kamak · Zlatovrach